# Enric Mitjana de Las Doblas i Alegrín
Enric Mitjana de Las Doblas i Alegrín (Barcelona 1875 - 30 desembre 1962) fou un advocat, genealogista, heraldista, i catalanista. Dedicat en especial a la catalanitat de Cristòfor Colom, seguidor assidu de les teories de Luis Ulloa.
És el fill únic del matrimoni entre Enrique Mitjana De las Doblas, diplomàtic i enginyer de l'Armada Espanyola, natural de Màlaga, que morí el març del 1911 i d'Elvira Alegrin i Campmany de Barcelona. Per raons d'ofici i de treball del seu pare, va ser destinat a l'Arsenal de Cavila a Manila (Filipines), on es va traslladar la família quan Enric encara era molt jove. Abans de la pèrdua d'aquesta colònia el 1898, van retornar a Barcelona, on va cursar els estudis d'advocat, professió que va exercir, tot i que la seva passió era la genealogia, l'heràldica i la investigació històrica. Va adquirir l'arxiu del Comtat de Queralt, una rica col·lecció de documents del 976 fins al 1913 que va començar a estudiar i ordenar. A una data desconeguda, va vendre'l a la Diputació de Barcelona i ara es troba a la Biblioteca de Catalunya.
El 1931, Mitjana va publicar l'article «La casa dels Colom a Barcelona» al Butlletí del Centre Excursionista de Catalunya. Treballa sobre la nissaga dels Colom de Barcelona i de Catalunya dels segles XV i XVI. Estudia les ascendències i descendències dels personatges dels quals es té constància que s'han relacionat amb Colom al llarg de la seva vida. Era partidari de la tesi de Luis Ulloa (1869-1936), amb qui va tenir una correspondència intensiva del 1927 al 1930. Va desenvolupar la teoria que Cristòfor Colom és Joan Colom i Bertran, net per via materna de l'almirall Francesc Bertran que va governar l'esquadra Catalana en la guerra catalanogenovesa (1330-1336), i nebot d'Antoni Bertran IV, vicealmirall en les guerres de Sardenya i cunyat de Joan de Barberà també capità general de l'Armada. Segons Mitjana tot això concorda amb el que diu Colom en una de les seves cartes «Que ell no és el primer almirall que hi ha en la seva família». Errors de mètode i la pressa amb la qual vol arribar a conclusions, fan que tot i Ulloa desconfia sobre la credibilitat de certes dades transmeses per Mitjana.
Va morir arruïnat, solter i sense fills a l'asil de les Germanetes de les Pobres a Gràcia el 30 de desembre de 1962 a l'edat de 87 anys. Va deixar el seu arxiu al seu amic Josep Maria Benet i de Caparà (1905-1977), el fill del qual continua estudiant i publicant els documents. El 2014 aquell va editar i publicar el manuscrit de l'estudi genealògic inacabat que Mitjana va preparar a la dècada del 1930. Amb Ulloa, les recerques de Mitjana són una de les fonts principals que van inspirar el llibre Cristòfor Colom, príncep de Catalunya (2006) de Jordi Bilbeny.
Obres
- Els Colom de Barcelona i les seves aliances (2014)[10] (Edició pòstuma)
- Genealogía de la Casa Despujol y Alianzas (1946)
- La Casa de Copons.  Barcelona: Ed. Thomas, (1948).
- «La casa dels Colom a Barcelona» (1931)
- Colom Català, manuscrit inedit i inacabat, (± 1930-1940)[2]